# Catherine Bellis
Catherine Cartan "CiCi" Bellis (født 8. april 1999 i San Francisco, USA) er en professionel kvindelig tennisspiller fra USA.